# Совьи горы
Совьи горы, Совиные горы, Эйленгебирге (пол. Góry Sowie, чеш. Soví hory, нем. Eulengebirge) — горный хребет Центральных Судетов на юго-западе Польши. Включает в себя охраняемую территорию Ландшафтный парк Совьих гор.

## География

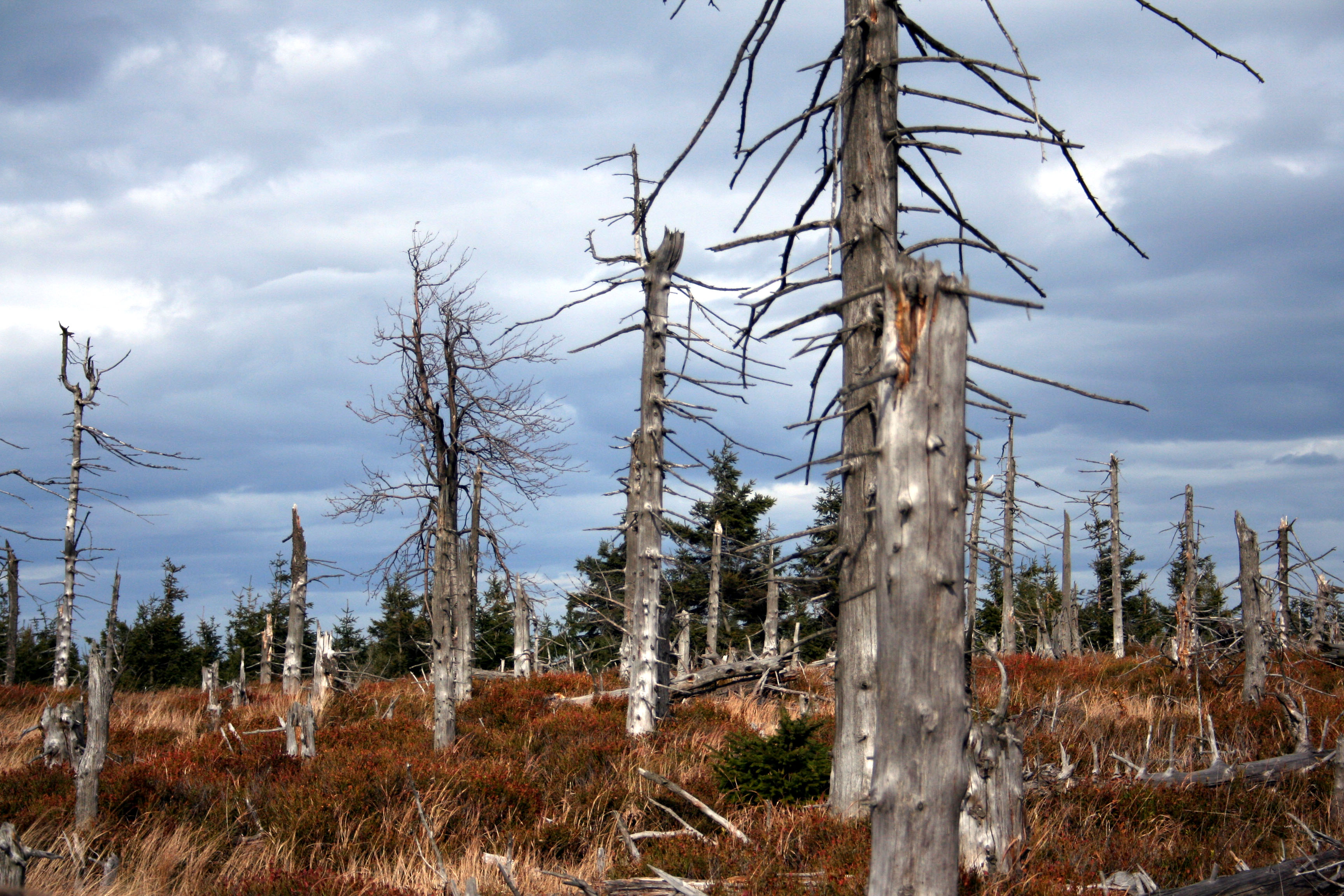
Мертвый лес на горе Большая Сова

Совьи горы занимают площадь около 200 км², протянувшись на 26 км от Нижней Силезии до Клодзкой земли. Помимо главного хребта выделяются горные массивы Горб Кабана (пол. Garb Dzikowca) и Выренбинские холмы (пол. Wzgórza Wyrębińskie).
На северо-западе хребет ограничен долиной реки Быстшица, которая образует естественную границу с соседними Валбжихскими горами (пол. Góry Wałbrzyskie). На юго-востоке границей является перевал Сребрна-Гура, отделяющий Совьи горы от Бардзских гор (пол. Góry Bardzkie). На северо-востоке хребет переходит в Подсудецкую впадину, а на юго-западе — в Новорудскую впадину, Влодзицкие холмы и широкую долину Клодзко, простирающуюся до Столовых гор (пол. Góry Stołowe), Каменных гор (пол. Góry Kamienne) и границы с Чехией.
Если смотреть с Силезской низменности на северо-востоке, Совьи горы образуют сравнительно крутой край Центральных Судетов, хотя хребет большой разброс высот. Самые высокие вершины — Большая Сова (1014 м), Малая Сова (872 м) и Каленица (964 м). Другие вершины достигают высот от 600 до 950 м над уровнем моря.
Докембрийские гнейсы Совьих гор составляют самую старую часть Судетов и являются одними из старейших в Европе. Среди других пород — мигматиты, в меньшей степени также амфиболиты, серпентиниты, гранулиты и пегматиты . За исключением вершин и горных перевалов Совьи горы покрыты елями. Также изредка встречаются буки и тисы.

## Проект «Великан»

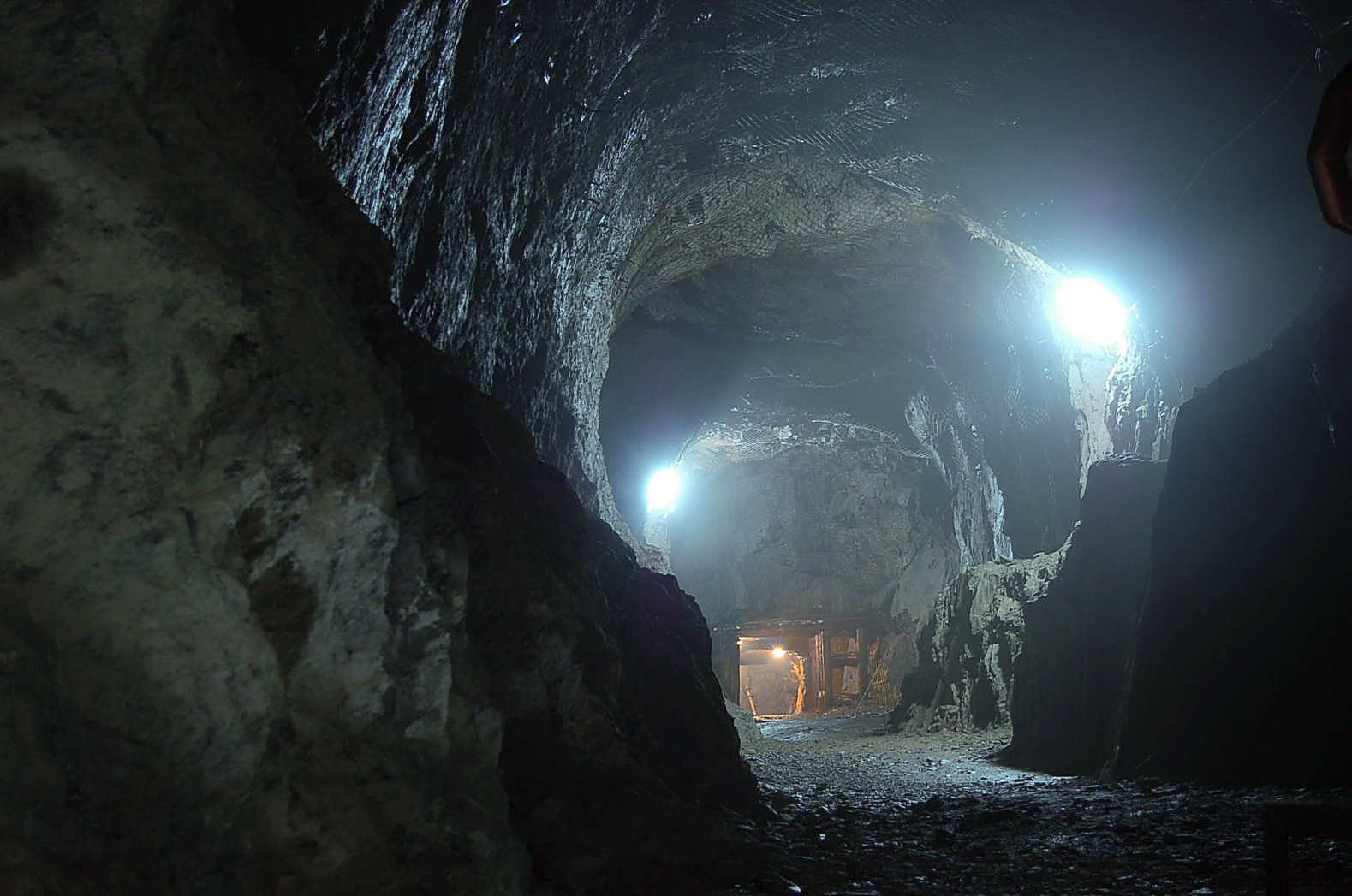
Один из тоннелей проекта «Великан»

Во время Второй мировой войны в Совьих горах неподалёку от деревни Вюстевальтерсдорф (ныне — Валим) была проложена огромная система туннелей. Предположительно Третий Рейх планировал использовать её в качестве ставки Гитлера вместо Волчьего логова в Восточной Пруссии. Штольни связывают это место с комплексом туннелей под замком Ксёнж, расположенном в 30 км на северо-запад. Архитектором комплекса был Германа Гислер. Часть тоннелей доступна для посещения в рамках экскурсии.

## Туризм
Горы расположены примерно в 75 км от столицы региона Вроцлава. Живописные виды Совьих горы привлекают пеших туристов и любителей однодневных походов.
По горам проложено множество туристических троп, в том числе «красная тропа», проходящая через бо́льшую часть Европы. Основными направлениями являются Каменная башня на Большой Сове и смотровая башня на Каленице, крепость Зильберберг, замок Гродно в Загуже-Слёнске, подземные комплексы проекта «Великан» возле Валима и Музей горного дела в Польше. У подножия Совьих гор расположены крупные города Белява, Дзержонюв, Глушица, Едлина-Здруй, Нова-Руда, Пешице и Сребрна-Гура.